# Alpirsbacher Klosterbräu

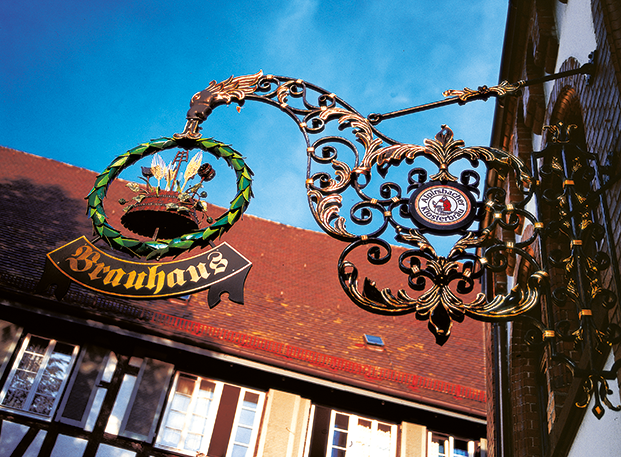
Reclamebord aan de brouwerij

Alpirsbacher Klosterbräu is een  brouwerij in Alpirsbach in het Duitse Zwarte Woud.

## Geschiedenis
Het bedrijf werd in 1877 opgericht door Johann Gottfried Glauner door overname van de toenmalige brouwerij Löwenbrau en het in gebruik nemen van de voormalige benedictijnen kloosterbrouwerij in Alpirsbach. In 1880 is het bedrijf overgenomen door Carl Albert Glauner. In 1906 werd de naam veranderd in  Alpirsbacher Klosterbräu. Het bedrijf is sindsdien nog steeds in handen van de familie Glauner die de particuliere brouwerij al vier generaties in stand houdt. Het management bestaat uit de CEO Markus Schlör en eigenaar Carl Glauner en drie gevolmachtigden.
De Alpirsbacher Klosterbräu Glauner GmbH & Co. KG produceert en distribueert diverse biersoorten die volgens het Reinheitsgebot gebrouwen zijn. 
De brouwerij heeft ongeveer 85 medewerkers, brouwt 200.000 hectoliter bier per jaar en heeft een jaaromzet van 22 miljoen euro (2014).
Bijzonder aan de brouwerij is een speciale pijpleiding, die de ruimtelijk gescheiden brouwerijonderdelen met elkaar verbindt. De leiding loopt van de brouwerij waar de gisting plaatsvindt naar de opslagkelder en daarvandaan naar de bottelarij.

## Producten
Het assortiment bestond in 2015 uit de volgende biersoorten:
| Alpirsbacher Klosterbräu … | Soort               | Stamwortgehalte | Alcoholpercentage | Opmerkingen |
| -------------------------- | ------------------- | --------------- | ----------------- | --- |
| Pils                       | pilsner             | 11,0            | 4,9               | Zilver bij de World Beer Cup 2014, Goud bij de European Beer Star 2014 |
| Spezial                    | lager (licht)       | 12,0            | 5,2               | Zilver op de European Beer Star 2014 |
| Kloster Dunkel             | Schwarzbier         | 13,0            | 5,2               | Zilver op de World Beer Awards 2015 |
| Alcoholvrij                | alcoholvrij         | 0,0             | (minder dan 0,5)  | Alcoholvrij Werelds beste alcoholvrije lager 2016 |
| Kleiner Mönch              | Mildbier (licht)    | 12,0            | 5,4               | Brons bij de European Beer Star 2014 |
| Kloster Zwickel            | Kellerbier          | 12,0            | 5,4               | Werelds beste seizoenslager 2016 |
| Frühlingszwickel           | Kellerbier          | 12,0            | 5,6               | |
| Weizen Hefe-Hell           | Weizenbier          | 12,0            | 5,5               | Zilver op de World Beer Awards 2015 |
| Weizen Kristall            | Weizenbier          | 12,0            | 5,5               | Wereld's beste Beierse Kristal, op de World Beer Awards 2014 |
| Weizen Hefe-Dunkel         | Weizenbier          | 12,0            | 5,5               | Brons op de World Beer Awards 2015 |
| Weizen istotonisch         | alcoholvrij witbier | 0,0             | (minder dan 0,5)  | Zilver op de World Beer Awards 2015 |
| Radler                     | Radler              | 7,0             | 3,0               | Mix van Spezial (lager)bier en citroenlimonade |
| Kloster Starkbier          | bokbier             | 16,0            | 7,3               | Europa's Beste Dubbelbock, bij de World Beer Awards 2014 |
| Weihnachtsbier             | Festbier            | 13,0            | 5,6               | seizoensgebonden bier |
| Herbstfestbier             | Festbier            | 13,0            | 5,9               | seizoensgebonden bier |
| Klosterstoff               | Märzenbier          | 13,0            | 5,9               | Werelds beste seizoen Lager, bij de World Beer Awards 2014 |
| Ambrosius                  | Starkbier           | 18,0            | 7,7               | Goud bij de World Beer Awards 2015 Vernoemd naar Ambrosius Blarer.Het bottelen gebeurt met de hand en de sluiting is een natuurlijke kurk voorzien van een muselet, zoals een champagnefles gebruikt. |
| Klosterweisse              | witbier             | 12,0            | 5,7               | |
| Radler Naturtrüb           | Radler              | 6,0             | 2,5               | Mix van troebel bier en natuurlijke citroen- en sinaasappelsap |